# 上海外国语大学附属外国语学校
上海外国语学校，全称为上海外国语大学附属外国语学校，简称上外附中，曾名上海外国语学院附属中学，是中华人民共和国教育部直属的具有外语专业性质的全日制寄宿制学校。
现任校长杜越华。
2012年初，为配合1号楼、2号楼整体改建，本部临时搬迁，由上海市虹口区中山北一路295号搬至上海市虹口区车站北路730号。另在上海市虹口区天宝路1115号设有东校。
在2013年美国华盛顿的中国研究中心（China Research Group）公布的中国高中260强排行榜中，上外附中列第8，为上海十所入选的中学中最高。

## 历史
上外附中建校于1963年，是中華人民共和國首批创建的七所外国语学校之一。該校坐落在上海市虹口区中山北一路295号，前身是位于上海市与宝山县（现宝山区）的一座苗圃。建校后一年，在苗圃所在地建立起最初的校舍。经过几十年的变迁，发展成为今日占地33亩的校园。
1963~1966年是上外附中建校初期的一段光辉年代，涌现出许多优秀校友。如63级校友，现任国务委员杨洁篪，国务院港澳事务办公室主任王光亚， 中华人民共和国驻美国大使崔天凯。1967年后，由于文化大革命的冲击，学校一度陷入停滞状态。学生罢课、批斗教师等时有发生。校长刘葆宏女士于1967年被“定罪”，并送外地进行“劳动改造”，直至1971年才回到上海。在此期间学校几近废弃。1972年后，学校逐渐拨乱反正，走上发展正轨。
1993年，前中华人民共和国外交部部长钱其琛为将該校誉为“培养外语外交人才的摇篮”并题写于学校1号教学楼外墙上。近年来该校的许多毕业生考入国内顶尖高校，且有相当数量的优秀毕业生前往美国、英国、加拿大、法国、德国、日本、澳大利亚等国的著名高等学府深造。2009年，学校被国家汉办确定为汉推基地。

### 设施
由于1号教学楼抗震安全性能缺陷、且设施陈旧，学校于2011年正式决定重建该楼（包括1号楼东辅楼，不包括与之相连的实验楼及艺术中心），以及修缮、改建2号楼以及连接两楼的空中走道。11月11日，学校首次于官方网站上发布《临时迁校告全校学生家长书》 ，宣布此项决定。重建工期初步估计为2年。在此期间，除国际部、高三年级学生和教师仍留在主校区，学校其他年级师生均随校搬迁至位于原上海市北郊高级中学分部的车站北路730号的临时校区。

## 教学
上外附中设7个年级（中预、初一、初二、初三、高一、高二和高三），并开设国际部。除外语课程外，学校采用上海市统一教材。
作为上海市为数不多的选拔学生组队参与HiMCM（非官方译名：美国中学生数学建模竞赛）的几所学校之一，該校每年均有获得National Outstanding（为全球最高奖项）、Regional Outstanding、Meritorious等高级奖项。每年二月，学校亦选拔少数同学参与MCM（非官方译名：美国大学生数学建模竞赛），与大学生竞争建模奖项，成绩颇丰。
2011年，上外附中派出代表队参与了美国Harvard-MIT Mathematics Tournament（HMMT）数学锦标赛，取得优异成绩。

### 创新实验班
2010年，上海市教委下发《上海市教育委员会关于开展“上海市普通高中学生创新素养培育实验项目”的通知》，自2010年9月起，上外附中开办“跨文化背景下国际型、复合型人才培育”创新实验班。2010期创新实验班试行国际金融和国际政治两大主题课程版块。

### 国际部
目前，国际部学生中不乏持外籍却生长于中国的学生。为此国际部有专门的“国际部学生在本部跟班学习”
制度。学生须提交申请，汉语水平达到HSK主试卷初级合格，方有资格跟读。跟读学生成绩经过折算后方记录。

## 著名校友
- 杨洁篪，1998年2月任中华人民共和国外交部副部长，2000年12月任中华人民共和国驻美利坚合众国大使，2004年12月任中华人民共和国外交部副部长，2007年4月起任中华人民共和国外交部部长，2013年起任国务委员。[12]。
- 王光亚，前中华人民共和国外交部副部长，前中国常驻联合国代表、特命全权大使，现任国务院港澳事务办公室主任。
- 崔天凯，前中华人民共和国外交部部长助理，现任中华人民共和国驻美国大使，历任驻日本大使、中华人民共和国外交部副部长等职。[13]
- 陈冲，著名华裔影星，代表作《小花》。
- 卫哲，先后担任过阿里巴巴首席执行官、翠丰集团亚洲的首席代表、百安居（中国）的首席财务官和首席执行官。[14]

## 历届校长、书记
- 校长[15]：
  - 1963年9月—1964年11月  （无正职校长）副校长 刘葆宏 陈纬
  - 1964年11月—1970年8月  （无正职校长）副校长 刘葆宏 陈纬 宋玉奇
  - 1970年8月—1978年4月   （无正职校长）副校长 刘葆宏 陈纬
  - 1978年4月—1985年3月    刘葆宏
  - 1985年3月—1988年5月    吴威玲
  - 1988年5月—1994年9月    罗佩明
  - 1994年9月—2004年9月    吴友富
  - 2004年9月—2017年3月    崔德明
  - 2017年3月-2020年7月    束定芳
  - 2020年7月-至今         杜越华

- 书记：
  - 1963年9月—1965年3月    陈纬
  - 1965年3月—1970年8月    石岚
  - 1970年8月—1974年5月    （不设书记）
  - 1974年5月—1978年4月    任淑文
  - 1978年4月—1980年1月    顾嘉骏
  - 1980年1月—1985年3月    徐武偃
  - 1985年3月—1990年7月    陈纬
  - 1990年7月—1992年2月    罗佩明
  - 1992年2月—1992年8月    余伟康
  - 1992年8月—2000年12月   蒋振东
  - 2000年12月—2009年9月   邢三多
  - 2009年9月—2013年4月    崔德明
  - 2013年4月-至今         方正明